# 陸行水行
『陸行水行』（りっこうすいこう）は、松本清張の短編小説。『別冊黒い画集』第5話として『週刊文春』に連載され（1963年11月25日号 - 1964年1月6日号）、1964年9月に短編集『陸行水行-別冊黒い画集2』収録の一作として、文藝春秋新社（ポケット文春）より刊行された。

## あらすじ
東京の某大学の歴史科の万年講師である私・川田修一は、大分県の安心院にある妻垣神社の境内で、浜中浩三という郷土史家の男と出会い、名刺を交換する。浜中は『魏志倭人伝』の話題を切り出し、倭人伝の邪馬台国に至る道程の解釈に新説を唱え、伊都国や不弥国の所在地について自説を語る。浜中の説を面白いと思った私は、駅館川の近くの洞窟遺蹟まで同行する。
一か月くらい経ったのち、地方紙に邪馬台国考の意見を募る浜中の広告が載った。さらに半年ばかり経った頃、私のもとに分厚い手紙が届き、論文出版の前渡金を浜中に払ったものの、その後音沙汰が無い、浜中は詐欺漢でしょうかと訴えた。さらに同様の問合せが、西日本一帯から続々と私に届く中、臼杵地方の女性から、浜中と会って意気投合した醤油屋の夫が「いっしょに邪馬台国を調べに行く」と言い残し、一か月半何の音信も無いと伝える手紙が届く。浜中らは、恰も魏の使いが歩いたように、自分の足でその距離感を確かめているのではないか。そして、不弥国からの「水行二十日」を実際に試みた二人の、不幸な報らせが届く。

## エピソード
- 著者は本作発表に先立つ1959年、『宝石』掲載の創作ノートに「『耶馬台国考』事件」「これはまだ捨てぬ」とメモを記している[1]。文芸評論家の平野謙は「おそらく著者が小倉から東京に移転した頃のメモで、昭和三十年前後のものではないか、と思われる。つまり、『陸行水行』の基礎をなす邪馬台国論争については、著者はすでに小倉在住時代から関心を持ち、それを基礎として小説を書く構想を抱いていた、と推定しても大した見当ちがいではないように思う」と述べている[2]。
- 著者は1976年に自作解説として「浜中と「私」とが邪馬台国問題で話し合っているところは、今でもそうだが、郷土史家にありがちな発想を紹介したつもりである」「安心院盆地は、私が戦前に初めて訪れて、その峠を越えた所に突然開けた風景の雄大さに驚いたのが印象となっている。小説の上で邪馬台国の探検に船で行こうという設定は、最近、角川書店主によって古代の船が作られ朝鮮海峡を渡る試みとどこか発想が似ていないでもない。もちろん、この小説は、論文として書かれたものでもなければ、私の邪馬台国論を小説化したものでもない。週刊誌の性質上、連載中はひどく難しい小説のように編集部でも渋い顔をしたが、本にまとまるとかなりの反響があった。そこでこういうものが私の邪馬台国論であると思われては困ると思い、その後二年にて『中央公論』に『古代史疑』を執筆した。いうならば私を古代史の論文執筆に走らせたのは、この短篇ということができる」と記している[3]。
- 日本近代文学研究者の小倉脩三は「この作品を成功させた要素の一つは確かに作者の並々ならぬ古代史への蘊蓄の深さである。しかし忘れてならないもう一面は、次第に明かされる浜中の正体 - 邪馬台国にとり憑かれた一人の人間の姿であろう。出世作「或る「小倉日記」伝」の田上耕作、あるいは「菊枕」の三岡ぬいに通ずる人間像である」と評している[4]。
- 詩人、文芸評論家の郷原宏は「古代史そのものをテーマにした作品は、フィクションとノンフィクションとを問わず、この『陸行水行』が最初である」と述べている[5]。
- タレントの上岡龍太郎は「僕を今日のような古代史好きの世界に引きずり込んだのは松本清張さんだし、のめり込むようになったキッカケはこの『陸行水行』でした」と述べている[6]。
- 著者は安心院を1942年に初めて訪れ、本作の舞台となる妻垣神社に立ち寄った。以来、安心院訪問の際は「やまさ旅館」（2023年現在も営業中）に立ち寄り、すっぽん料理を好んで食べた[7]。

## 文学碑

本作の一節を刻んだ松本清張文学碑

1982年、家族旅行村安心院温泉センター前に、本作の一節を刻んだ文学碑が竣工した。著者が「税金を使って記念碑を作るのは許さない」と述べたため、安心院観光協会と安心院町内の寄付で建てられたとされる。